# Henryk Latocha
Henryk Jan Latocha (* 8. června 1943 Beruň) je bývalý polský fotbalový obránce.

## Fotbalová kariéra
Hrál v polské nejvyšší soutěži za Górnik Zabrze. Nastoupil ve 127 ligových utkáních a dal 1 gól. S Górnikem Zabrze získal čtyřikrát mistrovský titul a pětkrát vyhrál pohár. V sezóně 1973/74 hrál rakouskou bundesligu za SK Rapid Vídeň. V Poháru mistrů evropských zemí nastoupil v 7 utkáních a v Poháru vítězů pohárů nastoupil ve 20 utkáních. Za polskou reprezentaci nastoupil v letech 1968–1970 v 8 utkáních.

## Ligová bilance
| Ročník                                  | Zápasy | Góly | Klub           |
| --------------------------------------- | ------ | ---- | -------------- |
| I Liga 1965/1966                        | 7      | 0    | Górnik Zabrze  |
| I Liga 1966/1967                        | 9      | 0    | Górnik Zabrze  |
| I Liga 1967/1968                        | 24     | 0    | Górnik Zabrze  |
| I Liga 1968/1969                        | 17     | 0    | Górnik Zabrze  |
| I Liga 1969/1970                        | 21     | 0    | Górnik Zabrze  |
| I Liga 1970/1971                        | 18     | 0    | Górnik Zabrze  |
| I Liga 1971/1972                        | 16     | 0    | Górnik Zabrze  |
| I Liga 1972/1973                        | 15     | 1    | Górnik Zabrze  |
| Rakouská fotbalová Bundesliga 1973/1974 | 9      | 0    | SK Rapid Vídeň |
| CELKEM I Liga                           | 127    | 1    |                |
| CELKEM Rakouská fotbalová Bundesliga    | 9      | 0    |                |